# Língua hadia
A língua hadia (também chamada hadiyya hadiya hadiyigna ou adiya) é a língua afro-asiática do povo hadia da Etiópia. A maioria dos falantes dessa língua vivem próximas a Adis Ababa na cidade de Hosaena. Muitos falantes dessa língua vivem em áreas rurais.
O hadia é uma língua cuxítica oriental do planalto. A língua libido, localizada ao norte, é muito similar no léxico, mas possui diferenças morfológicas significantes. É interessante o fato de que o hadia possui um complexo sistema de fonemas consonantais que consiste em paradas glotais e sonoras: /ʔr/, /ʔy/, /ʔw/, /ʔl/.
O Ethnologue estipula um número de falantes em 923,958, dos quais 595,107 são monolingues, de acordo com dados de um recenseamento de 1998.